# Mu Orionis
Mu Orionis (μ Orionis / μ Ori) è un sistema stellare nella costellazione di Orione distante 150 anni luce dal sistema solare, la sua magnitudine apparente combinata è di +4,12.

## Sistema stellare
Il sistema è composto da 4 stelle; Mu Orionis A e Mu Orionis B sono due stelle binarie, ed ognuna delle due componenti è una binaria spettroscopica. La separazione delle componenti, anche tra A e B, è troppo stretta per essere risolta con telescopi amatoriali, visto che al massimo si trovano a pochi decimi di secondo d'arco l'una dall'altra; essa hanno una distanza media di 12,7 UA, ma l'orbita molto eccentrica fa variare la distanza da 3 a 22 UA. Queste due coppie ruotano attorno al baricentro del sistema in 18,64 anni.
Mu Orionis A è composta da una stella di massa doppia rispetto al Sole e da una più debole stella; la principale è una stella bianca di sequenza principale di classe spettrale A. La compagna è la meno conosciuta del sistema, probabilmente si tratta di una nana gialla o arancione, che in una misurazione del 2008 pare meno massiccia (0,65%) e meno luminosa del Sole. Mu Orionis Ab è separata da 0,077 UA dalla principale e ruota attorno al comune centro di massa in un periodo di 4,447 giorni.
Mu Orionis B è formata invece da due stelle piuttosto simili tra loro, Mu Orionis Ba e Mu Orionis Bb; entrambe sono stelle bianco-gialle di sequenza principale e di classe F, hanno una massa del 40% superiore al Sole, un raggio 1,3 volte quello solare e sono 3 volte più luminose
La separazione tra le due componenti è simile a quelle di Mu Orionis A, 0,078 UA, mentre il periodo orbitale è di 4,78 giorni.